# Krajina s padcem Ikarja
Krajina s padcem Ikarja je slika v olju na platnu, velikosti 73,5 krat 112 centimetrov, danes v Kraljevih muzejih lepih umetnosti v Bruslju. Dolgo so mislili, da je avtor vodilni slikar nizozemskega in flamskega renesančnega slikarstva Pieter Bruegel starejši. Po tehničnih pregledih slike, ki je leta 1996 visela v bruseljskem muzeju, pa je to pripisovanje zelo dvomljivo in slika, ki je bila morda naslikana v 1560-ih, je sedaj videti kot dobra zgodnja kopija neznanega umetnika Bruegelovega izgubljenega izvirnika, morda iz okoli leta 1558. Po navedbah muzeja: »Dvomljivo je, da jo je naslikal Bruegel starejši, vendar lahko z gotovostjo trdimo, da je njegova kompozicija« , čeprav so nedavne tehnične raziskave ponovno odprle vprašanje.
Motiv v veliki meri izvira iz Ovida in je opisan v znameniti pesmi W. H. Audena Musée des Beaux-Arts, poimenovani po muzeju v Bruslju, ki hrani sliko in je postala predmet istoimenske pesmi Williama Carlosa Williamsa in tudi kot Verzi o Brueglovem 'Ikarju' Michaela Hamburgerja.

## Opis
V grški mitologiji je Ikarju uspelo leteti, s krili, ki jih je izdelal njegov oče Dedal, z uporabo perja, zavarovanega s čebeljim voskom. Ne upoštevajoč očetovih opozoril, se je Ikar odločil leteti preblizu sonca in stopil vosek ter padel v morje in se utopil. Njegove noge se vidijo v vodi tik pred ladjo. Sonce, ki je že na pol pod obzorjem, je daleč stran; let ni prišel v njegovo bližino. Dedal se v tej različici slike ne pojavlja, čeprav še vedno leti na sliki v  Museum van Buuren (glej spodaj).
Orač, pastir in ribič so omenjeni v Ovidovem poročilu o legendi, in so: »začudeni in mislijo, da se jim skozi eter približujejo bogovi«, kar ni povsem vtis, ki ga daje slika. Pastirja, ki gleda v zrak, stran od ladje, je mogoče razložiti z drugo različico sestave (glej spodaj); v prvotnem delu je bil verjetno na levi strani tudi lik Dedala, v katerega strmi. Obstaja tudi flamski pregovor (kakršen je bil prikazan v drugih Brueglovih delih): »In kmet je še naprej oral ...« (En de boer ... hij ploegde voort), ki opozarja na ignoranco ljudi glede trpljenja soljudi  Slika lahko, kot kaže Audenova pesem, prikazuje brezbrižnost človeštva do trpljenja s poudarkom na običajnih dogodkih, ki se še vedno dogajajo, kljub neopaženi Ikarjevi smrti.
Čeprav je bila svetovna pokrajina, vrsta kompozicije, ki prikazuje namišljeno panoramsko pokrajino, gledano z dvignjenega vidika, ki so jo v daljavi predstavljale majhne figure, uveljavljena v staronizozemskem slikarstvu, ki jo je uvedel Joachim Patiner, je v ospredju veliko večja nepovezana 'žanrska' figura in predstavlja nekaj udarca proti nastajajoči hierarhiji žanrov. Druge Brueglove krajine, na primer Povratek lovcev (1565) in druge v tej seriji slik, ki prikazujejo letne čase, prikazujejo žanrske figure v dvignjenem ospredju, vendar ne tako velike glede na velikost slike niti s temo iz 'višjega' razreda slikanja v ozadju.
So pa slike iz istega obdobja antwerpenskega umetnika Pietera Aertsena imele velike kuhinjske ali tržne žanrske prizore z velikimi figurami v ospredju, v oddaljenem ozadju pa pogled na prizor iz Kristusovega življenja. Dajanje večjega pomena 'preprostejši' vsebini kot 'vzvišeni' v istem delu je značilnost nekaterih severnjaških manierističnih umetnosti, ki jih pogosto imenujejo 'manieristična inverzija'. Tradicionalna morala zgodbe o Ikarju, ki svari pred pretirano ambicioznostjo, je podkrepljena z (dobesedno) v ospredje postavljenimi skromnejšimi figurami, ki se zdijo zadovoljne, da v življenju zapolnijo koristne kmetijske vloge.

## Pripis
Slika je verjetno različica izgubljenega Brueglovega izvirnika. Datacija okoli je bil predlagan za izgubljeni izvirnik na podlagi drugih Brueglovih del; [4] kopija verjetno izvira iz 1560-ih ali kmalu zatem. V olju je, medtem ko so druge Brueglove slike na platnu v temperi.
Delo je bilo neznano, dokler ga muzej leta 1912 ni kupil; nato se je pojavila še ena različica na tabli, ki je bila na splošno manjvredna, in jo je leta 1953 prevzel Daniel van Buuren za svojo zasebno hišo, danes je v muzej v Bruslju.  V tej, ki izključuje skrajno levo in desno stran kompozicije, je Ikar v vodi, Dedel pa še vedno v zraku, pastirski pogled pa je usmerjen vanj, kar pojasnjuje en vidik kompozicije druge različice. Izvirnik bi bil edina znana Brueglova slika mitološke teme. Perspektiva ladje in figure niso povsem skladne, čeprav lahko to poveča moč kompozicije. Bruegel je izdelal tudi obliko gravure z ladjo in dvema padajočima figurama.
Od pridobitve v muzeju leta 1912 je več strokovnjakov izpodbijalo njeno pristnost, predvsem iz dveh razlogov: (i) razmeroma šibka kakovost slike v primerjavi z drugimi brugelskimi, čeprav je to vprašanje zapleteno zaradi kasnejšega prebarvanja; (ii) gre za oljno sliko na platnu, izjema pri delu Pietra Bruegla starejšega, ki je vse svoje oljne slike izdelal na tabli.
Leta 1963 sta Philippe Roberts-Jones, kustos v muzeju in strokovnjak za Bruegla Georges Marlier domnevala, da je bila originalna plošča pozneje prestavljena na platno, kot je bilo nekoč običajno.

### Znanstveni testi
Leta 1998 je mešana skupina znanstvenikov z belgijskega Kraljevega inštituta za kulturno dediščino in Univerze v Utrechtu poskušala problem avtentičnosti rešiti z radiokarbonskim datiranjem platna, ki naj bi bilo prvotno original. Kot smo že omenili zgoraj, je bila ugotovitev tega datiranja ta, da Bruegel ni mogel slikati na tem platnu. Kasneje, leta 2006, je prof. J. Reisse (Université libre de Bruxelles) izpodbijal to datiranje iz tehničnih razlogov.
Vzorec modre barve, odvzet z desnega roba leta 1973, je bil ponovno pregledan z analizo, kot je skenirna elektronska mikroskopija (SEM), povezana z energijsko disperzivno rentgensko spektroskopijo (EDX), ki je v povezavi z optično mikroskopijo razkrila naslednjo strukturo in sestavo. Od spodaj navzgor:
1. Platno (iz prenosa);
2. Mastno svinčeno belo (lepilo);
3. Debela mastna plast z azuritom (prebarvanje);
4. Kreda tla;
5. Mastno svinčeno bela z redkimi delci oglja;
6. Mastno modra z azuritom;

pri čemer so plasti od 4 do 6 izvirne.
Prisotnost krede, ki je pod prvotno modro, dokazuje, da gre za poslikavo na platnu, preneseno na platno. Prvotna modra plast je svinčeno bela z azuritom, ki vsebuje nekaj zrn oker in oglja. Ta struktura in sestava se popolnoma ujemata s tistimi, ki jih najdemo na drugih certificiranih ploščah Pietra Bruegla starejšega. Poleg tega je opazno, da so delci lesnega oglja zelo posebni, zelo dolgi in iglasti, popolnoma enaki tistim, ki jih najdemo le v The Census  iz istega muzeja.
Pred kratkim je bila objavljena študija podrisa z uporabo infrardeče reflektografije.  Reflektografija temelji na dejstvu, da infrardeča svetloba prodira v vse barve, razen v črno. Posledično je lahko risba, večinoma črna, vidna. Interpretacija teh reflektogramov je seveda bolj subjektivna, toda na splošno se risba iz Padca Ikarja v resnici ne razlikuje od drugih certificiranih del Pietra Bruegla starejšega. Ta risba je na splošno omejena na postavitev elementov. Verjetno zato, ker bi tanka, slabo prekrivajoča se barva na belih tleh nepopolno skrivala detajl grafizma.
Ponovna interpretacija reflektogramov v soglasju z drugo analizo je pokazala sklep, da je delo v Muzeju likovnih umetnosti v Bruslju tabelna slika, prenesena na platno. S tem posegom je bila močno poškodovana barvna plast in morda tudi podrisba, kot tudi dva podstavka, odgovorna za močno prebarvanje. V vzorcu barve ostaja fragment s strukturo in sestavo, ki se popolnoma ujema s tehniko velikih tabel, pripisanih Pietru Brueglu starejšemu. Zato je malo verjetno, da bi bila ta različica Padca Ikarja izpod rok kopista, razen morda Pietra Brueghela mlajšega. Nasprotno pa Van Buurenove kopije z drugačno tehniko ni mogoče pripisati ne Pietru Brueglu starejšemu.

## Omemba v drugih medijih
Slika je prikazana v filmu Nicolasa Roega The Man Who Fell to Earth  (1976), kjer lik odpre knjigo slik s sliko. Na sprednji strani opis opozarja, da prizor ostaja miren, padec skorajda ni opazen.
Eric Steele, čigar film The Bridge (Most) (2006) dokumentira samomore dveh ducatov ljudi, ki so skočili z najbolj priljubljenega mesta samomorov na svetu – most Golden Gate - v letu 2004, je slike, posnete v njegovem dokumentarcu, primerjal s slikami Brueglove krajine iz Padca Ikarja, ker usodne skoke mimoidočih skorajda ne opazijo.
Komorno delo La Chute d'Icare iz leta 1988, skladatelja Briana Ferneyhouha, je navdihnila slika:
Kar ta del poskuša nakazati, je ... manj razmislek o junaško-tragični razsežnosti osnovnega mita kot transkripcija čudnega občutka 'že je bilo', ki ga Breugel briljantno prikliče v pogledu na svet, ki spokojno zasleduje lastne skrbi, popolnoma pozabljen na skoraj neviden majhen par nog, ki patetično mahata iz vode, edini zapis o apokaliptičnem dogodku pa je par peres, ki so neutolažljivo plavala po nekdanjem lastniku.
Slika je vidno prikazana v distopični predstavi Franka Ceruzzija v filmu Round Went the Wheel (2019), kjer otroci prevzamejo nadzor nad svetom in uporabijo sliko ter mit o Ikarju kot način, kako odraslo populacijo poučiti o skromnosti in nevarnostih tehnologije.
Sliko omenja W. H. Auden v svoji pesmi iz leta 1938 Musée des Beaux Arts, v kateri orač Ikarjev padec dojema kot »ni pomemben neuspeh«.
Slika je tudi predmet pesmi Tita Andronika Ob ogledu Brueglove pokrajine s padcem Ikarja:
Na sliki iz izvirne pesmi v kotu vidite tega drobca, ki pade v ocean. Razlagali so ga tako: Velik je svet in ljudje se lotijo svojih poslov in ves čas se dogajajo majhne tragedije in kaj boš naredil? - Patrick Stickles, Tit Andronik